# Vinh
 (mars 2011).
Si vous disposez d'ouvrages ou d'articles de référence ou si vous connaissez des sites web de qualité traitant du thème abordé ici, merci de compléter l'article en donnant les références utiles à sa vérifiabilité et en les liant à la section « Notes et références ».
Vinh est une ville du nord du Viêt Nam, capitale de la province de Nghệ An. Sa population était estimée à 490 000 habitants lors du recensement de 2015.
Elle possède un aéroport mixte, civil et militaire, l'aéroport de Vinh.

## Situation
La ville est située dans la plaine du Sông Ca, non loin des côtes de la mer de Chine méridionale et des montagnes Quyet, à 295 kilomètres au sud de la capitale du pays, Hanoï, 964 kilomètres au nord de Hô Chi Minh-Ville et 472 kilomètres au nord de Đà Nẵng. 
Située à quelques kilomètres à l'est de la cité, la ville de Ben Thuy, sur l'embouchure du Sông Ca, abrite le port de Vinh.
Le climat qui règne dans cette partie du Viêt Nam est un climat tropical, marqué par deux saisons : saison sèche et saison des moussons. La température moyenne y est de 24 °C : cependant, des températures de 42 °C à 4 °C ont déjà été relevées.

## Histoire
Vinh est l'une des cités historiques du nord du Viêt Nam. Connue à l'origine sous les noms de Ke Van, Ke Vinh, Vinh Giang, Vinh Doanh, puis Thi Vinh, elle prend son nom actuel en 1789, sous la dynastie Tây Sơn (1778-1802). Les souverains de cette éphémère dynastie semblent avoir eu pour projet de faire de Vinh leur capitale, sans toutefois que ce projet ne voie le jour.
Durant la période coloniale française, la cité devient un important centre industriel, mais également un foyer de résistance contre les occupants. D'importantes figures du nationalisme vietnamien voient le jour à Vinh, dont Phan Bội Châu ou Nguyễn Thi Minh Khai. Hồ Chí Minh fréquente également la ville dans sa jeunesse : son village natal, Hoàng Trù, situé à 14 kilomètres de Vinh, demeure aujourd'hui encore un lieu touristique fréquenté.
Durant la Guerre d'Indochine, Vinh souffre beaucoup des combats opposants les combattants Viet-Minh et les forces françaises : plusieurs monuments historiques sont détruits ou endommagés, comme l'ancienne citadelle. Vinh est également bombardée par les forces américaines durant la guerre du Viêt Nam. Reconstruite peu après grâce à une collaboration entre les gouvernements vietnamien, soviétique et est-allemand, la ville présente aujourd'hui majoritairement une architecture moderne.
Vinh est aujourd'hui une ville industrielle et universitaire en plein développement, possédant également un centre de la francophonie.

## Patrimoine
Du fait des guerres qui ont marqué la région, Vinh ne compte que peu de monuments historiques. Les plus célèbres sont la pagode Hong Son et la place Hô chi minh, ornée d'une statue du fondateur du Viêt Nam moderne.